# Gyóró
Gyóró é um município da Hungria, situado no condado de Győr-Moson-Sopron. Tem 11,64 km² de área e sua população em 2015 foi estimada em 383 habitantes.